# JPatch
JPatch was een opensourceprogramma voor het maken van 3D-computervoorwerpen. Het programma kon alleen werken met zogenaamde splines (kromme vloeiende lijnen door punten).
Het maakte gebruik van de Java-omgeving, zodat het programma zowel onder Windows, Linux, Mac OS X en Unix werkte.
Het programma kon zelf geen afbeelding renderen, maar wel het model exporteren naar code voor POV-Ray en RenderMAN-achtigen.